# Море Торнквіста
Море Торнквіста — стародавнє море (океан), яке відділяло мікроконтиненти Авалонію від палеоконтиненту Балтія з едіакарського періоду неопротерозойської ери до ордовицького періоду палеозойської ери (600—450 млн років тому). У даний час залишки моря утворюють крайовий шов Східноєвропейської платформи (лінію Тейсейра—Торнквіста).

## Історія моря
Море Торнквіста утворилося одночасно з океаном Япет. Від Гондвани відокремилися спочатку Балтія (в кембрії), потім Авалонія (в ранньому ордовику). У пізньому ордовикському періоді море закрилося при утворенні шелвської складчастості (англ. Shelveian Orogeny) у західній Англії.
Про час закриття моря Торнквіста свідчать дані про траєкторію удаваного руху полюса, палеомагнітні, палеогеографічні і фауністичні дослідження у Східній Авалонії (Англія і південна Ірландія) і Балтії (Східна Європа).
Колізія Авалонії і Балтії спричинила припинення розширення океану Реїкум на південь від Авалонії, розвиток магматизму в самій Авалонії, велике випадання попелу в Балтії, процес метаморфізму на території сучасної північної Німеччини.

## Сучасні сліди
При закритті моря утворилась сутура у формі дуги з вулканічних порід ордовицького віку, яка простягається зараз по території східної Англії і Озерного краю. Вулканічні серії у східній Англії, Арденнах і Північному Філітовому поясі виникли між морем Торнквіста і океаном Реїкумом в ордовицькому і силурійському періодах.
Місце колізії Східноєвропейської платформи і Авалонії зараз відоме, як зона або лінія Тейсейра-Торнквіста, названа на честь своїх першовідкривачів — польського геолога Вавжинця Тейсейра (1860—1939) і німецького геолога Олександра Торнквіста (1868—1944). Це лінеамент на місці переходу від Східно- — і Північновропейської докембрійської платформи до Західноєвропейської і Середземноморської палеозойської складчастості. Крім того, лінія Тейсейра—Торнквіста є частиною широкої зони деформації, що проходить уздовж всієї Європи, від Британських островів до Чорного моря, відомої як Транс'європейський сутурна зона.